# Friedrich Sorge
Friedrich Adolph Sorge (9 de novembro de 1828 - 26 de outubro de 1906) foi um comunista alemão que emigrou para os Estados Unidos em 1852, onde desempenhou um importante papel no movimento operário local. Foi o tio-avô do espião soviético Richard Sorge.

## Primeiros anos
Friedrich Sorge nasceu em 9 de novembro de 1828, em Bethau, na Alemanha, filho do Georg Sorge e Hedwig Lange. Participou das revoluções de 1848 na Alemanha, quando tinha apenas 19 anos. Por conta de sua atividade revolucionária, Sorge foi condenado à morte na Alemanha e em 1851 se exilou na Bélgica, e no ano seguinte, em 1852, partiu para os Estados Unidos, onde casou-se e estabilizou-se em Hoboken, Nova Jérsei, e tornou-se professor de música. Em 1857 fundou o Clube dos Comunistas de Nova York e tomou parte no movimento abolicionista.

## Ascensão como líder socialista
Sorge se tornou um militante ativo em 1865, após o final da Guerra Civil Americana, e logo se tornou um dos principais divulgadores das ideias de Karl Marx nos Estados Unidos. Em dezembro de 1869 funda a primeira seção americana da Associação Internacional dos Trabalhadores (Primeira Internacional) em Nova York e em dezembro de 1870, estabelece um Comitê Central da organização nos Estados Unidos. Em setembro de 1871, organizou uma manifestação de 20.000 operários, incluindo operários negros, pela jornada laboral de 8 horas e em apoio à Comuna de Paris.
De 1872 até 1874 foi secretário geral do Conselho Geral da Primeira Internacional, que foi transferido para Nova York após as resoluções tomadas no Congresso de Haia.
Em 1877, Sorge liderou um grupo de orientação marxista que acabou fundando o Socialist Labor Party of America, o mais antigo partido socialista americano em atividade, e em 1878, organizou uma greve dos trabalhadores da indústra têxtil em Paterson, Nova Jérsei.

## Últimos anos
Sorge se retirou da vida política em 1888, e trocou correspondências com Karl Marx regularmente, até a morte de Marx em 1883. Sorge contribuiu para o jornal alemão marxista Die Neue Zeit de 1881 até 1885, escrevendo sobre a história do socialismo nos Estados Unidos.
Sorge continuou dando aulas de música até o final de sua vida. Morreu em 26 de outubro de 1906 em Hoboken, Nova Jérsei.